# Cuminaldéhyde
Le cuminaldéhyde, cuminol ou 4-isopropylbenzaldéhyde est un composé organique aromatique de formule C10H12O. Il est constitué d'une molécule de benzaldéhyde substitué par un groupe isopropyle en position 4 (para). Son odeur agréable fait qu'il est utilisé en parfumerie ainsi que pour d'autres produits cosmétiques.

## Occurrence naturelle
Le cuminaldéhyde est un composant des huiles essentielles d'eucalyptus, de myrrhe, de casse et de cumin.

## Synthèse
Le cuminaldéhyde peut être préparé par réduction du chlorure de 4-isopropylbenzoyle ou par formylation du cumène.

## Propriétés
Le cuminaldéhyde est le composé biologiquement actif de l'huile de graines de cumin (Cuminum cyminum). Les études chez le rat ont montré, in vitro, que cette substance avait un effet inhibiteur sur les enzymes aldoseréductase et alpha-glucosidase, menant la voie à une utilisation potentielle comme antidiabétique. Des études sur sa biotransformation chez les mammifères montrent qu'il est en général réduit mais pas oxydé.
Le thiosemicarbazone du cuminaldéhyde aurait des propriétés antivirales.[réf. nécessaire]